# Jeannot Bemba Saolona
Pour les articles homonymes, voir Bemba.
Jeannot Bemba Saolona, né le 3 septembre 1942 dans le territoire de Libenge (Congo belge) et mort le 1er juillet 2009 à Bruxelles, est un homme d'affaires et homme politique congolais. Il est le père de l'homme politique Jean-Pierre Bemba, de la sénatrice Françoise Bemba et le beau-père de Nzanga Mobutu.

## Biographie

### Carrière
Jeannot Bemba Saolona est un métis congolo-portugais,. Il ne fait pas d'études poussées et commence sa carrière comme commerçant,.
Bemba devient, avec l'aide de Mobutu, l'un des hommes les plus riches du Zaïre et contrôle un énorme conglomérat : la Société commerciale et industrielle Bemba (Scibe), qui investit dans les ressources minières et l'import-export,. L'une des filles de Bemba, Catherine, épouse l'un des fils de Mobutu, Nzanga.
Il est longtemps président de l'Association nationale des entreprises du Zaïre (ANEZA), actuellement la Fédération des entreprises du Congo (FEC), qui constitue à la fois la chambre de commerce et d'industrie et la principale organisation patronale du pays. Bemba est alors un des piliers de l'autocratie de Mobutu.
En 1979, il crée la Scibe Airlift, une compagnie aérienne privée qui fait partie du conglomérat Scibe. C'est la première compagnie aérienne privée du pays. Pendant les années 1980, Bemba tente de faire réussir la compagnie mais avec la chute de Mobutu en 1997, c'est un échec et la Scibe Airlift fait faillite en 2002.
Bemba négocie bien le renversement de Mobutu, son ancien parrain, par Laurent-Désiré Kabila. Il séjourne en prison mais en 1999, il est nommé ministre de l'Économie et de l'Industrie, retrouvant son rôle central dans le tissu économique congolais. Bemba doit aussi composer avec son fils Jean-Pierre qui est à la tête du Mouvement de libération du Congo (MLC), un groupe militaire opposé à Kabila.
En 2003, le pays entame une transition politique pour mettre fin à la deuxième guerre du Congo : Jean-Pierre Bemba est nommé vice-président du gouvernement de transition et Jeannot Bemba devient membre du parlement de transition.
En 2006, il est élu sénateur du Sud-Ubangi.

### Vie privée
Il est le père de Jean-Pierre Bemba.

### Décès
Il meurt dans un hôpital de Bruxelles à la suite d'un malaise.
L'héritage de Jeannot Bemba Saolona est l'objet d'un contentieux en France entre Jean-Pierre Bemba d'une part et Kévin Bemba, Éric Bemba (Pundji) et Mbembo Bemba d'autre part. Ces trois derniers, enfants nés hors mariage de Jeannot Bemba, sont mentionnés sur le testament de Jeannot Bemba alors que Jean-Pierre Bemba est explicitement exclu de la gestion des sociétés familiales car Jeannot aurait « perdu confiance » en son fils. Jean-Pierre Bemba estime que Kévin, Pundji et Mbembo ne sont pas des enfants de Jeannot et que les tests de paternité ont été falsifiés,.